# قاعدة بورن
قاعدة بورن هي فرضية أساسية لميكانيكا الكم والتي تعطي احتمالية أن يؤدي قياس النظام الكمي إلى نتيجة معينة. في أبسط أشكالها، تنص على أن كثافة احتمالية العثور على جسيم في نقطة معينة، عند قياسها، تتناسب مع مربع مقدار الدالة الموجية للجسيم عند تلك النقطة. صاغها الفيزيائي الألماني ماكس بورن عام 1926.